# Łaguszewo
Łaguszewo (niem. Lagschau, kaszb. Łaguszewò) – osada w Polsce położona w województwie pomorskim, w powiecie gdańskim, w gminie Trąbki Wielkie. 
W latach 1975–1998 miejscowość administracyjnie należała do województwa gdańskiego.
Miejscowość nad rzeką Styną, stanowi sołectwo gminy Trąbki Wielkie.

## Historia
Łaguszewo to stare dobra rycerskie wspomniane już w 1280 jako Laguszow. W wieku XVI Wieś stanowiła własność Jakuba Wejhera. Właścicielem w roku 1789 był chorąży Trembecki. Według Słownika geograficznego Królestwa Polskiego z roku 1884, wieś (dobra rycerskie) w powiecie gdańskim, ćwierć mili od bitego traktu gdańsko-skarszewskiego, 3 mile od Gdańska. Wieś posiadała 627 mórg obszaru w tym las, 206 mieszkańców i 15 domów  mieszkalnych.  W drugiej połowie XIX wieku dziedzicem był Muhl, tu urodził się w 1879 roku John Muhl. W latach 1902–1919 miejscowość nosiła nazwę  Langshan i była zamieszkana w większości przez Niemców.